# École nationale supérieure de chimie de Paris
École nationale supérieure de chimie de Paris (Chimie ParisTech), французький університет і творчий коледж дослідницького університету PSL.
Університет є дослідницьким центром з десятьма лабораторіями, які проводять дослідження високого рівня в різних галузях хімії.
Він є членом асоціації ParisTech.

## Знамениті випускники
- Константінос Георгуліс, грецький хімік, історик філософії